# BürgerEnergieRheinMain
Die BürgerEnergieRheinMain eG (kurz BERMeG) ist eine Bürgerenergiegenossenschaft, zu der sich eine Gemeinschaft von Bürgerinnen und Bürgern im Rhein-Main-Gebiet zusammengeschlossen hat. Leitbild dieser Bürger(innen) und damit der BERMeG ist es, die Energieversorgung im Rhein-Main-Gebiet langfristig 100 % erneuerbar zu gestalten. Hierzu baut und betreibt sie Strom- und Wärmeerzeugungsanlagen auf Basis erneuerbarer Energien, beteiligt sich an Verteilnetzen und verkauft erzeugten Strom und Wärme an Endverbraucher. Die enge Kooperation mit der Stadt Mörfelden-Walldorf, aus der u. a. 100 % CO2 neutrale Energieversorgungen für städtische Gebäude entstanden, gilt weit über die Region hinaus als beispielhaft. Sitz ist Mörfelden-Walldorf.

## Geschichte
2012 war die Gründung durch 27 Mitglieder nach nur zweieinhalb Monaten Vorbereitungszeit mit drei Photovoltaikanlagen. 2013 erfolgte ein Ausbau auf acht Photovoltaikanlagen, knapp 100 Mitglieder.
Die restriktive Auslegung des Kapitalanlagen-Gesetzbuches durch die Bundesanstalt für Finanzdienstleistungsaufsicht (BaFin) bremste 2014 weitere Investitionen, nur eine weitere Photovoltaikanlage wurde gebaut. Dafür begann das Engagement im neuen Geschäftsfeld "Stromverkauf an Endverbraucher", die BERMeG wurde Mitglied der Bürgerwerke. Die erste Wärmezentrale mit Blockheizkraftwerk (BHKW) wurde 2015 im Bürgerhaus Mörfelden aufgebaut, der erzeugte Strom und Wärme werden im Gebäude genutzt. In Zusammenarbeit mit den Bürgerwerken wurde erstmals ein eigener Ökostromtarif angeboten, der zu 100 % aus erneuerbaren Quellen stammt.
2016 entstand eine erste Holzpelletheizung für eine Kindertagesstätte im Stadtteil Walldorf; 2017 Beteiligung an der Netzeigentumsgesellschaft Mörfelden-Walldorf.
2018 folgte eine Arealstrom- und Wärmeversorgung für drei Gebäude (u. a. eine Kindertagesstätte) auf Basis eines Blockheizkraftwerks, neun Ladestationen für Elektroautos in Mörfelden-Walldorf sowie die 13. Photovoltaikanlage u. a. zur Versorgung einer der Elektroladesäulen.
Im Juni 2025 hat die BERMeG rund 306 Mitglieder.

### Fusion mit der EG-Ried
Ende 2018 wurde die Fusion mit der Energiegenossenschaft Ried eG (EG-Ried) eingeleitet. Unter dem Namen BürgerEnergieRheinMain entsteht eine Energiegenossenschaft mit rund 300 Mitgliedern.
Hierzu beschloss die EG-Ried am 3. Dezember 2018 ihre Auflösung. Die Mitglieder der EG-Ried werden der BERMeG beitreten und die Anlagen an die BERMeG verkauft. Am 23. Januar 2019 änderte die BERMeG ihre Satzung, um Mitglieder der EG-Ried zu vergleichbaren Konditionen aufnehmen zu können. Weiter wurden Manfred Keller in den Aufsichtsrat gewählt sowie Gerfried Schmidt als Vorstand berufen.
Im April 2021 wurde die Fusion mit der formalen Auflösung der EG-Ried abgeschlossen, insgesamt 4 Photovoltaikanlagen sind übernommen worden.

### Beteiligung an der Windpark Falkenhöhe
2020 beteiligte sich die BERMeG mit einer halben Million Euro an der Windpark Falkenhöhe. Diese errichtete unter Führung der Teckwerke eG 3 Windräder an der Falkenhöhe, nahe Lauterbach (Schwarzwald). Jedes der Windräder vom Typ Vestas V 136 hat eine Leistung von 4,2 Megawatt, insgesamt liefern die Anlagen Strom für rund 10.000 Haushalte.
Seit Juni 2021 sind die Windräder am Netz, ein weiteres Windrad ist in Planung.

### Wärmequartier Walldorf
Im Sommer 2018 starteten die Vorbereitungen für das Wärmequartier Walldorf, ein Wärmenetz auf Basis eines Holzhackschnitzelkessel und Wärmekollektoren für rund 1100 Menschen. Im Frühjahr 2019 erfolgten Informationsveranstaltungen sowie Beratung für die Anlieger. Aufgrund zu geringer Beteiligung wurde das Projekt zunächst in Stufe 1 realisiert, hier wurden vor allem städtische Gebäude angeschlossen sowie einzelne günstig gelegene Wohnhäuser. Weitere Gebäude können jederzeit hinzugefügt werden. Zur Heizperiode 2025 werden die Polizeistation in Walldorf sowie die beiden örtlichen Großvereine TGS Walldorf und der SV Rot-Weiß Walldorf dem Wärmequartier angeschlossen sein. Zur kommenden Heizperiode sollen diese drei wichtigen Abnehmer an das WQW angeschlossen sein.
Am 3. März 2022 erfolgte der erste Spatenstich, am 21. Januar 2023 die offizielle Einweihung, zusammen mit dem 10-jährigen Jubiläum der BERMeG. Insgesamt wurden 3,2 Millionen Euro investiert.
Der Strom für den Betrieb wird tlw. durch eine PV-Anlage auf dem Dach der Heizzentrale gedeckt.

### Wärmequartier Mörfelden
Das Wärmequartier Mörfelden befindet sich seit Anfang 2024 in Planung. Der Standort soll am ehemaligen Festplatz in Mörfelden. Die neue Baugenehmigung ist im Frühjahr 2025 nach einer erfolgten Umplanung bereits erteilt worden. Auch der Förderantrag für das Großprojekt ist genehmigt. Geplante Abnehmer sind umliegende städtische Gebäude, die SKV Mörfelden sowie die Wohnungen der Unternehmensgruppe Nassauische Heimstätte.

## Ziele
Wie die Mehrzahl der Bürgerenergiegenossenschaften verfolgt die BERMeG nach eigenen Angaben das Ziel einer dezentralen und ökologischen Energieversorgung aus Bürgerhand. Sie ermöglicht den Mitgliedern, Klimaschutz, Regionalität und Nachhaltigkeit in die eigene Hand zu nehmen. Dabei orientiert sich die BERMeG an dem langfristigen Ziel, die Energieversorgung in der Region Rhein-Main 100 % erneuerbar zu gestalten. Wie jedes Unternehmen arbeitet sie wirtschaftlich, aber immer unter der Voraussetzung der Nachhaltigkeit.

## Anlagen und Beteiligungen
Neben dem Wärmequartier Walldorf betreibt die BERMeG nach eigenen Angaben 21 Photovoltaikanlagen, zwei Blockheizkraftwerke sowie vier Holzpellet-Heizzentralen (Stand Juni 2024). Sie ist weiter mit 5 % an der Netzeigentumsgesellschaft Mörfelden-Walldorf beteiligt, die wiederum Eigentümer des Strom- und Gasnetzes der Stadt Mörfelden-Walldorf ist.
Im Frühjahr 2018 baute die BERMeG in Mörfelden-Walldorf an 9 öffentlich zugänglichen Standorten Ladesäulen auf, an denen je ein Elektroauto geladen werden kann. Zusätzlich steht an diesen Standorten je ein Elektro-Carsharing-Auto, betrieben im Rahmen des vom Land Hessen geförderten Pilotprojekts KOMEKAN durch die Firma mobileeee. Mörfelden-Walldorf hat damit bundesweit die meisten E-Ladestationen in Bürgerhand (Stand 2018).
2020 beteiligte sie sich an der Windkraft Falkenhöhe. Diese errichtete 3 Windräder auf der Falkenhöhe im Schwarzwald, die seit Juni 2021 am Netz sind (vgl. Kapitel Beteiligung an der Windpark Falkenhöhe).
Die enge Kooperation mit der Stadt Mörfelden-Walldorf gilt weit über die Rhein-Main-Region hinaus als beispielhaftes Modell für die Kooperation von Energiegenossenschaften und Kommunen.
Der damalige hessische Wirtschaftsminister Tarek Al-Wazir bezeichnete die kombinierte Wärme-/Stromversorgung für 3 Gebäude als „erfolgreiches Projekt im Bundesland Hessen“. Hier wird mittels Kraft-Wärme Kopplung Strom und Wärme durch ein Blockheizkraftwerk erzeugt, welche die Bewohner eines Bestandsgebäudes für seniorengerechtes Wohnen, eines Neubaus mit Sozialwohnungen sowie die Nutzer einer KITA verbrauchen. Die Stromversorgung erfolgt nach dem Mieterstrommodell.

## Finanzierungsmodell
Die BERMeG finanziert ihre Investitionen durch die Geschäftsanteile ihrer Mitglieder sowie Nachrangdarlehen, die Mitglieder zusätzlich geben.
Seit dem ersten vollen Geschäftsjahr 2013 konnte die BERMeG jedes Jahr Gewinn erwirtschaften (Stand Geschäftsjahr 2023).

## Vorstand
Der Vorstand der BERMeG arbeitet seit Gründung ehrenamtlich. Aus Anlass des 10-jährigen Jubiläums wurden die 4 Gründungsvorstände mit der Ehrenplakette der Stadt Mörfelden-Walldorf ausgezeichnet.

## Auszeichnungen
- Im Frühjahr 2015 erhielt die BERMeG vom BUND-Kreisverband Groß-Gerau die Umwelteule.[49]
- Indirekt geehrt fühlen darf sich die BERMeG als Mitglied der Bürgerwerke durch den baden-württembergischen Genossenschaftspreis 2015 in der Kategorie „Ökologisches Handeln“, der an die Bürgerwerke und ihre Mitgliedsgenossenschaften verliehen wurde.[10]
- Mit der fünften Verleihung des Qualitätssiegels „Werkstatt N“ hat der Rat für Nachhaltige Entwicklung das Projekt Bürgerwerke und mit den zu diesem Zeitpunkt bereits 50 in ihnen zusammengeschlossenen Energiegenossenschaften auch die BERMeG geehrt.[50]

## Kulturelles Engagement
- Mit der 2013 auf dem Dach der Bürgermeister-Klingler-Schule im Ortsteil Mörfelden gebauten Photovoltaikanlage werden erneuerbare Energien auch für Grundschüler sichtbar gemacht.[51]
- Engagement zu weiterer CO2-Einsparung durch aktive Teilnahme am Stadtradeln.[52][53]